# روبرت ويلتون
روبرت ويلتون (بالإنجليزية: Robert Wilton)‏ هو دبلوماسي بريطاني، ولد في 22 فبراير 1973.